# Ouroun
Ouroun est une localité et une commune rurale du Mali de l'arrondissement de Kéléya, dans le cercle de Bougouni et la région de Bougouni. 

## Géographie

### Géographie physique
Ouroun est presque entouré par un marigot qu'on appelle Dinou qui commence à l'entrée même de la ville. Cependant,il y a d'autres marigots que bénéficie Ouroun

#### Climat
Ouroun bénéficie d'un climat tropical. L'été, les pluies sont moins importantes qu'elles ne le sont en hiver. Selon la classification de Koppen-Geiger, le climat est de type As. La température moyenne annuelle à Ouroun est de 27,1 °C. Il tombe en moyenne 1 103 mm de pluie par an.
Le mois le plus sec est celui de décembre avec seulement 0 mm. Une moyenne de 291 mm fait du mois d'août le mois ayant le plus haut taux de précipitations.
Avec une température moyenne de 30,7 °C, le mois d'avril est le mois le plus chaud de l'année. 24,2 °C font du mois de janvier le plus froid de l'année.
La variation des précipitations entre le mois le plus sec et le mois le plus humide est de 291 mm. Entre la température la plus basse et la plus élevée la différence est de 6,5 °C.

## Population
Avec 4 346 habitants habitants en 2009, la population communale est composée principalement de trois ethnies: les Bambaras, les Malinkés et les peulhs. 

## Villages
La commune s'étend sur 7 localités relevées lors du recensement général de 2009. 
Les villages les plus peuplés sont :
- Ouroun (2 498 habitants) ;
- Soumaya (1 090 habitants) ;
- Nassala (550 habitants).

Ouroun est naturellement divisé en deux quartiers: Sokoundéni et Sokoumba. Le premier se situe au Sud-Est de la ville, tandis que le second s'étale légèrement du Nord au Sud. Avec une population presque trois fois plus importante que celle du Sokoundéni, Sokoumba est aussi divisé par ses habitants en deux parties: Kourou et Kodjou. Ce dernier est plus habité que le premier. Mais c'est au Kourou qu'il y a toutes les infrastructures de la ville (école, hôpital, stade de football, etc.).